# V-Lambda-Kurve

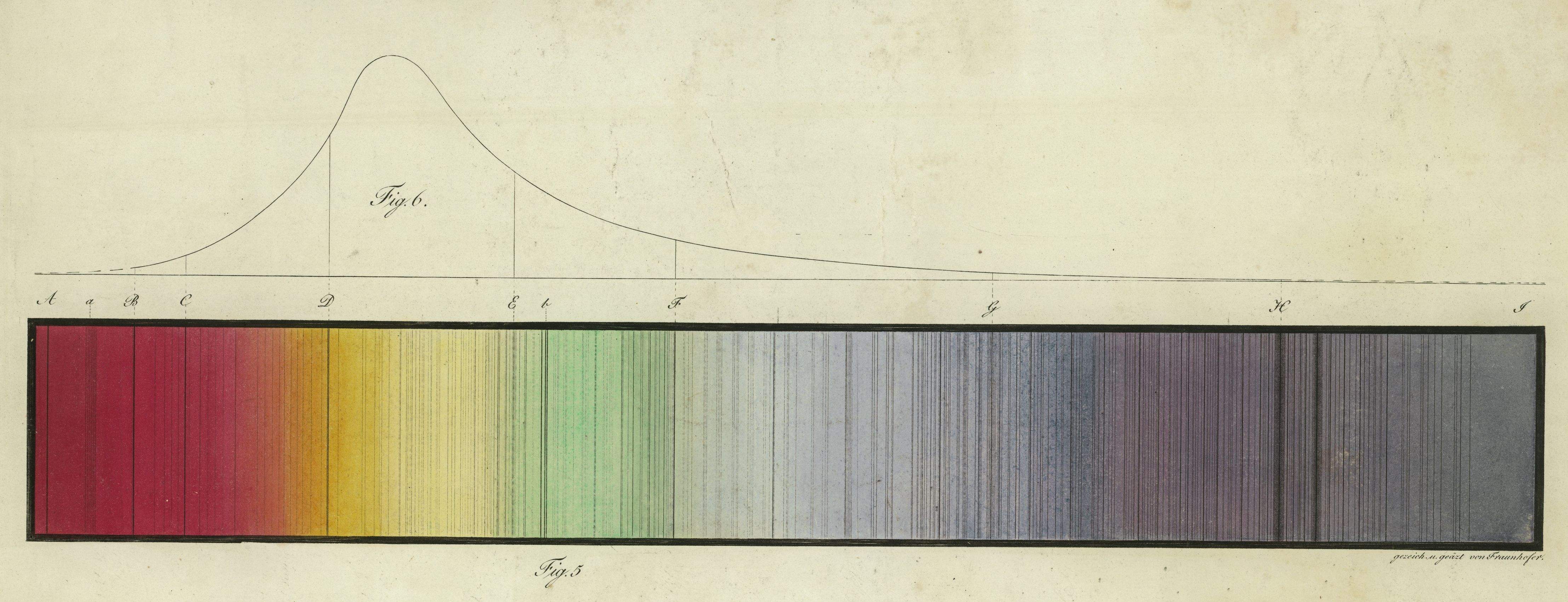
Darstellung der Fraunhoferlinien im Spektrum des Lichts mit Hellempfindlichkeitskurve (Ätzradierung von Fraunhofer, 1815)

Die Hellempfindlichkeitskurve (auch: der relative spektrale Hellempfindlichkeitsgrad) {\displaystyle V(\lambda )} beschreibt die spektrale Hell-Empfindlichkeit des menschlichen Auges bei Tageslicht (photopischer Bereich). Für Nachtsehen gibt es eine entsprechende Kurve {\displaystyle V'(\lambda )}.

## Hellempfindlichkeitsgrad

Relative Hellempfindlichkeitskurven für Tagsehen V(λ) (rot) und für Nachtsehen V'(λ) (blau). Multipliziert mit den Faktoren K_{m} bzw. K'_{m} ergeben sich die photometrischen Strahlungsäquivalente K(λ) bzw. K'(λ).

Elektromagnetische Strahlung im Wellenlängenbereich von etwa 380 bis 780 Nanometern löst im menschlichen Auge eine Helligkeitsempfindung aus – diese Strahlung im sichtbaren Spektralbereich wird als Licht wahrgenommen. Das Auge ist aber in diesem Wellenlängenbereich nicht gleichmäßig empfindlich. Bei Wellenlängen am Rand des sichtbaren Bereichs ist eine höhere Strahlungsintensität nötig als bei Wellenlängen in der Mitte des sichtbaren Bereichs, um dieselbe Helligkeitsempfindung zu bewirken.
Die Empfindlichkeit des Auges bei der Wellenlänge {\displaystyle \lambda } kann durch das spektrale photometrische Strahlungsäquivalent {\displaystyle K(\lambda )} beschrieben werden. Anhand der wellenlängenabhängigen Werte für {\displaystyle K(\lambda )} lässt sich ermitteln,
- welche spektrale Leuchtdichte bei der Wellenlänge {\displaystyle \lambda } wahrgenommen wird, wenn eine bestimmte spektrale Strahldichte in das Auge fällt, oder
- welche spektrale Lichtstärke bei der Wellenlänge {\displaystyle \lambda } erzielt wird, wenn eine bestimmte spektrale Strahlstärke vorliegt.

Allgemein stellt {\displaystyle K(\lambda )} den Zusammenhang her zwischen den photometrischen Größen (Leuchtdichte, Lichtstärke) und den zugehörigen radiometrischen Größen (Strahldichte, Strahlstärke).
Es ist üblich, die Kurve der {\displaystyle K(\lambda )}-Werte in Bezug auf den Maximalwert zu schreiben als
{\displaystyle K(\lambda )\,=\,K_{\mathrm {m} }\cdot V(\lambda )}.
Mit dieser Zerlegung ergibt sich {\displaystyle K(\lambda )} somit als Produkt aus
- dem Zahlenwert {\displaystyle K_{\mathrm {m} }} in Lumen pro Watt, den der Verlauf im Maximum annimmt, dem Maximalwert des photometrischen Strahlungsäquivalents,
- und der zwischen 0 und 1 variierenden Kurve {\displaystyle V(\lambda )}, die den Verlauf der Empfindlichkeit für verschiedene Wellenlängen relativ zum Kurvenmaximum (= 1) beschreibt, dem relativen spektralen Hellempfindlichkeitsgrad.

## Tagsehen
Bei Tageslicht und ausreichender Helligkeit (photopischer Bereich) werden die Zapfenzellen in der Netzhaut des Auges gereizt, was die Wahrnehmung von Farben ermöglicht. 1924 wurde von der Internationalen Beleuchtungskommission (CIE) eine Kurve für die relative Hellempfindlichkeit bei Tagsehen {\displaystyle V(\lambda )}, ermittelt auf empirischer Basis (272 Versuchspersonen aus den USA, dem Vereinigten Königreich und Japan), veröffentlicht und als sogenannter internationaler Standardbeobachter definiert. Eine Überarbeitung durch die CIE von 1971 wurde 1972 vom Internationalen Komitee für Maß und Gewicht empfohlen und veröffentlicht.  Eine weitere Überarbeitung gab es 1983 (CIE 018.2-1983). Die Kurve ist im Bereich 360 nm bis 830 nm in 1-nm-Schritten für einen 2°-Standardbeobachter definiert. Deren Werte von {\displaystyle V(\lambda )} gelten also nur für eine Beobachtung in einem 2° großen Gesichtsfeld, das dem zentralen Bereich des scharfen Sehens beim Menschen entspricht. In Deutschland ist sie unter DIN 5031 normiert.
Das Maximum 1 der {\displaystyle V(\lambda )}-Kurve liegt bei 555 nm.
Wird die {\displaystyle V(\lambda )}-Kurve mit dem Faktor {\displaystyle \textstyle K_{m}\,=\,683\ {\frac {\mathrm {lm} }{\mathrm {W} }}} multipliziert, so ergibt sich das spektrale photometrische Strahlungsäquivalent {\displaystyle K(\lambda )} für Tagessehen.

## Nachtsehen
Bei geringer Helligkeit (skotopischer Bereich) werden im Auge andere Sinneszellen aktiv: an die Stelle der (farbempfindlichen) Zapfen treten die Stäbchen. Deren Helligkeitsempfinden hat einen anderen Verlauf, der durch die entsprechende Kurve {\displaystyle V'(\lambda )} beschrieben wird. Das Maximum 1 der {\displaystyle V'(\lambda )}-Kurve liegt bei 507 nm. Wird die {\displaystyle V'(\lambda )}-Kurve mit dem Faktor {\displaystyle \textstyle K_{m}^{\prime }=1700\;{\frac {\mathrm {lm} }{\mathrm {W} }}} multipliziert, so ergibt sich das spektrale photometrische Strahlungsäquivalent {\displaystyle K'(\lambda )} für Nachtsehen. Die spektrale Verschiebung der Hellempfindlichkeit zwischen Tag- und Nachtsehen wird als Purkinje-Effekt bezeichnet.

## Dämmerungssehen
Für den Übergangsbereich zwischen Tagsehen und Nachtsehen (mesopischer Bereich) wird interpoliert:
{\displaystyle V_{\mathrm {mes;m} }(\lambda )={\frac {1}{M(m)}}\left\{mV(\lambda )+(1-m)V'(\lambda )\right\}\,,}
wobei der Adaptationsfaktor m zwischen 0 und 1 liegt und den Anteil des Tagsehens angibt und M(m) ein Normierungsfaktor ist, der gewährleistet, dass Vmes;m den Maximalwert 1 hat.

## Hellempfindlichkeitskurve und Umwelt

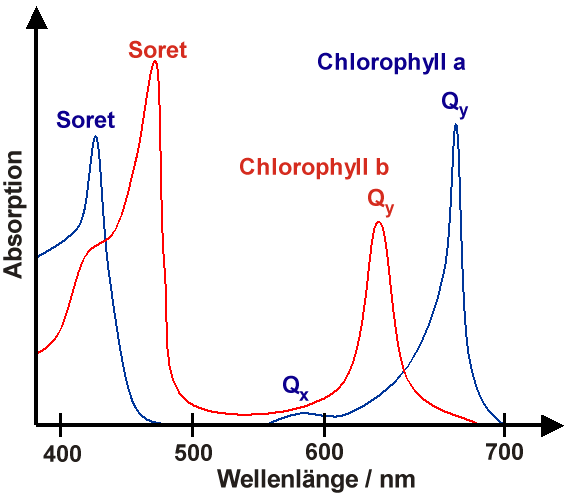
Absorptionsspektren der Chlorophylle a und b mit der Grünlücke zwischen ihren Q_{y}- und Soret-Banden

Die Hellempfindlichkeit des menschlichen Auges erreicht ihre höchsten Werte in ungefährer Übereinstimmung mit dem Maximum des terrestrischen Sonnenspektrums in einem Wellenlängenbereich, der einer Farbe Grün entspricht. Dabei spielt vermutlich eine von grünen Pflanzen und blaugrünen Algen geprägte Umgebung an Land beziehungsweise im Wasser eine Rolle. Deren Farbstoffe absorbieren Sonnenlicht und machen dessen Energie für biochemische Prozesse verfügbar, beispielsweise als Chlorophylle bei der Photosynthese.
Die Farbwahrnehmung von Menschen und das Farbsehen von Tieren haben häufig nicht die gleichen Grundlagen. Normal farbsichtige Menschen sind Trichromaten, sie verfügen über drei verschiedene Typen von Zapfen. Viele andere Wirbeltiere haben weniger oder mehr Zapfentypen, die darüber hinaus unterschiedliche spektrale Empfindlichkeiten aufweisen können. Die meisten Vögel und Insekten können besonders gut im violetten und auch im nahen ultravioletten Bereich sehen. Dies kann einen zusätzlichen Gewinn an Information bedeuten. Pferde sind Dichromaten, sie verfügen nur über zwei Zapfentypen für das Farbsehen. Ihr Dämmerungs- und Nachtsehen ist dagegen sehr gut an schlechte Lichtverhältnisse bzw. Dunkelheit angepasst; die visuelle Wahrnehmung kleinster Unstimmigkeiten dient in Fluchtbereitschaft dem Schutz vor Angriffen. Zwar sehen sie im blau-grünen Bereich hellempfindlicher als Menschen, können jedoch rötliches Licht kaum wahrnehmen.

## Geschichte

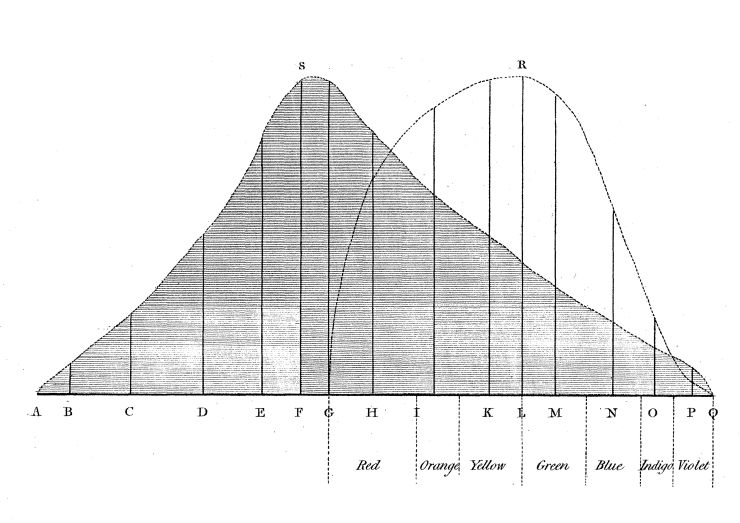
Kurvenangaben Herschels: Spektrum der Wärme (S) und Spektrum der Beleuchtung (R)

Bereits 1800 legte Wilhelm Herschel im Zusammenhang mit seinen Studien zur Infrarotstrahlung eine erste grobe Schätzung der Hellempfindlichkeit vor. Dabei hat er die Intensität in den verschiedenen Farbbereichen nur geschätzt, und große Helligkeitsdifferenzen unterschätzt, wie der relativ breite Kurvenverlauf zeigt. Die Hellempfindlichkeit des Auges verhält sich logarithmisch zur Reizintensität (siehe Weber-Fechner-Gesetz), der wahrnehmbare Unterschied hängt dabei von der herrschenden Helligkeit ab. Da Herschel das Konzept der Wellenlänge fehlte – und damit auch das Konzept einer möglichen Abhängigkeit der Empfindlichkeit des menschlichen Auges von der Wellenlänge –, interpretierte er die farbenabhängige Kurve als „Spektrum der Beleuchtung“, also als Intensität des Sonnenspektrums. Wärmestrahlung (Infrarot) und Licht sah er als grundlegend verschiedene Phänomene und gab daher für die Infrarotstrahlung eine separate Kurve als „Spektrum der Wärme“ an. Herschels Messungen beziehungsweise Schätzungen waren außerdem durch verschiedene Faktoren verzerrt, z. B. ungleichmäßige Dispersion des Glasprismas, zur Messzeit tiefstehende Sonne etc.
Genauer und systematischer wurde die Hellempfindlichkeitskurve um 1815 von Joseph von Fraunhofer mit einer eigens dazu konstruierten Messeinrichtung bestimmt. Dabei verglich er den Helligkeitseindruck eines schmalen Wellenlängenbereichs im Sonnenspektrum mit dem Licht einer in das Okular eingespiegelten Flamme einer kleinen Öllampe. Fraunhofers Veröffentlichung von 1815 war eine von ihm angefertigte Radierung beigefügt, die das Spektrum mitsamt den charakteristischen Fraunhoferlinien und darüber eine Hellempfindlichkeitskurve zeigt (siehe Abbildung). Die Lage des Maximums beschrieb er „um ungefähr ⅓ oder ¼ der Länge DE von D nach E“ – gemeint sind hier die Fraunhoferlinien bei 589 nm (D-Linie) und 527 nm (E-Linie) –, was um 13 bis 18 nm vom Wert des Maximums bei 555 nm abweicht.
Auch Fraunhofers Messungen waren durch instrumentelle Faktoren verzerrt, wie die ungleichmäßige Dispersion des Glasprismas und das gegenüber dem Sonnenlicht zum Roten hin verschobene Spektrum der Ölflamme. Doch hoben sich deren Wirkungen teilweise gegenseitig auf, sodass seine Hellempfindlichkeitskurve besser mit den heute bekannten Werten übereinstimmt als die Herschels. Tatsächlich haben sowohl Herschel wie Fraunhofer nur bei einigen wenigen Wellenlängen Werte für den Helligkeitseindruck geschätzt beziehungsweise gemessen und diese dann von Hand zu einer Kurve verbunden.